# Brinkley (Arkansas)
Brinkley és una població dels Estats Units a l'estat d'Arkansas. Segons el cens del 2000 tenia 3.940 habitants.

## Demografia
Segons el cens del 2000, Brinkley tenia 3.940 habitants, 1.543 habitatges, i 972 famílies. La densitat de població era de 277,6 habitants/km².
Dels 1.543 habitatges en un 31,8% hi vivien nens de menys de 18 anys, en un 39,5% hi vivien parelles casades, en un 20,8% dones solteres, i en un 37% no eren unitats familiars. En el 33,7% dels habitatges hi vivien persones soles el 15,8% de les quals corresponia a persones de 65 anys o més que vivien soles. El nombre mitjà de persones vivint en cada habitatge era de 2,48 i el nombre mitjà de persones que vivien en cada família era de 3,23.
Per edats la població es repartia de la següent manera: un 31% tenia menys de 18 anys, un 8,4% entre 18 i 24, un 22,4% entre 25 i 44, un 20,7% de 45 a 60 i un 17,4% 65 anys o més.
L'edat mediana era de 36 anys. Per cada 100 dones de 18 o més anys hi havia 73,5 homes.
La renda mediana per habitatge era de 19.868 $ i la renda mediana per família de 27.820 $. Els homes tenien una renda mediana de 26.117 $ mentre que les dones 16.714 $. La renda per capita de la població era de 12.441 $. Entorn del 23,8% de les famílies i el 30,9% de la població estaven per davall del llindar de pobresa.

## Poblacions més properes
El següent diagrama mostra les poblacions més properes.